# Vaunas
Veaunes és un municipi francès situat al departament de la Droma i a la regió d'Alvèrnia-Roine-Alps. L'any 2007 tenia 266 habitants.

## Demografia

### Població
El 2007 la població de fet de Veaunes era de 266 persones. Hi havia 95 famílies de les quals 16 eren unipersonals (12 homes vivint sols i 4 dones vivint soles), 24 parelles sense fills, 47 parelles amb fills i 8 famílies monoparentals amb fills.
La població ha evolucionat segons el següent gràfic:
Habitants censats

### Habitatges
El 2007 hi havia 109 habitatges, 96 eren l'habitatge principal de la família, 10 eren segones residències i 3 estaven desocupats. 101 eren cases i 8 eren apartaments. Dels 96 habitatges principals, 76 estaven ocupats pels seus propietaris, 16 estaven llogats i ocupats pels llogaters i 4 estaven cedits a títol gratuït; 4 tenien dues cambres, 8 en tenien tres, 20 en tenien quatre i 65 en tenien cinc o més. 77 habitatges disposaven pel capbaix d'una plaça de pàrquing. A 26 habitatges hi havia un automòbil i a 63 n'hi havia dos o més.

### Piràmide de població
La piràmide de població per edats i sexe el 2009 era:
| Homes | Edats   | Dones |
| ----- | ------- | ----- |
| 0     | 95 o +  | 0     |
| 0     | 90 a 94 | 0     |
| 0     | 85 a 89 | 4     |
| 0     | 80 a 84 | 0     |
| 4     | 75 a 79 | 0     |
| 0     | 70 a 74 | 0     |
| 4     | 65 a 69 | 4     |
| 4     | 60 a 64 | 8     |
| 4     | 55 a 59 | 4     |
| 0     | 50 a 54 | 4     |
| 12    | 45 a 49 | 8     |
| 16    | 40 a 44 | 8     |
| 16    | 35 a 39 | 20    |
| 4     | 30 a 34 | 12    |
| 8     | 25 a 29 | 4     |
| 0     | 20 a 24 | 0     |
| 8     | 15 a 19 | 8     |
| 20    | 10 a 14 | 20    |
| 20    | 5 a 9   | 16    |
| 4     | 0 a 4   | 8     |

## Economia
El 2007 la població en edat de treballar era de 179 persones, 129 eren actives i 50 eren inactives. De les 129 persones actives 120 estaven ocupades (62 homes i 58 dones) i 9 estaven aturades (4 homes i 5 dones). De les 50 persones inactives 18 estaven jubilades, 19 estaven estudiant i 13 estaven classificades com a «altres inactius».

### Ingressos
El 2009 a Veaunes hi havia 95 unitats fiscals que integraven 272 persones, la mediana anual d'ingressos fiscals per persona era de 17.976 €.

### Activitats econòmiques
Dels 6 establiments que hi havia el 2007, 3 eren d'empreses de construcció i 3 d'empreses de comerç i reparació d'automòbils.
Dels 2 establiments de servei als particulars que hi havia el 2009, 1 era un guixaire pintor i 1 fusteria.
L'any 2000 a Veaunes hi havia 14 explotacions agrícoles que ocupaven un total de 240 hectàrees.

## Poblacions més properes
El següent diagrama mostra les poblacions més properes.